# Bituima
Bituima è un comune della Colombia facente parte del dipartimento di Cundinamarca.
Il centro abitato venne fondato da Pedro Martín de Cárdenas nel 1627.